# Payateuk
Payateuk is een bestuurslaag in het regentschap Aceh Selatan van de provincie Atjeh, Indonesië. Payateuk telt 1593 inwoners (volkstelling 2010).